# Łarisa Pietrik
Łarisa Leonidowna Pietrik (ros. Лариса Леонидовна Петрик, ur. 28 sierpnia 1949 w Dolinsku) – radziecka gimnastyczka (Rosjanka). Trzykrotna medalistka olimpijska z Meksyku.
Igrzyska w 1968 były jej jedyną olimpiadą. Triumfowała w drużynie i – ex aequo z Věrą Čáslavską – w ćwiczeniach wolnych. Trzeci medal, brązowy, wywalczyła na równoważni. W 1966 była wicemistrzynią świata w drużynie, cztery lata później w tej konkurencji sięgnęła po złoto. Dwukrotnie sięgnęła po brąz w ćwiczeniach na równoważni.
Jej mąż Wiktor Klimienko także był gimnastykiem, medalistą olimpijskim. Pracuje jako szkoleniowiec w Niemczech.